# Persone di nome Adrián/Calciatori
| Questa pagina contiene informazioni ricavate automaticamente dalle voci biografiche con l'ausilio del template Bio e di un bot. L'aggiornamento è periodico e automatico e ricostruisce completamente la pagina. Se manca una persona in questa lista, sei pregato di non aggiungerla, ma accertati piuttosto che la sua voce biografica contenga il template Bio e che i dati anagrafici siano correttamente compilati. Se il template Bio manca, inseriscilo tu stesso o, in alternativa, metti l'avviso {{tmp\|Bio}} che ne segnala la mancanza. Se i dati riportati sono sbagliati, correggi direttamente la voce biografica; le modifiche saranno visibili in questa lista entro pochi giorni. Per chiarimenti vedi il progetto antroponimi. La lista contiene solo le 62 persone che sono citate nell'enciclopedia e per le quali è stato implementato correttamente il template Bio. Pagina aggiornata al 16 ott 2024. |

Questa è una lista di persone presenti nell'enciclopedia che hanno il nome Adrián e sono calciatori.

## A(3)
- Adrián Aldrete, calciatore messicano (Guadalajara, n. 1988)
- Adrián Argachá, calciatore uruguaiano (Sarandí del Yí, n. 1986)
- Adrián Arregui, calciatore argentino (Berazategui, n. 1992)

## B(6)
- Adrián Balboa, calciatore uruguaiano (Montevideo, n. 1994)
- Adrián Bastía, ex calciatore argentino (Gobernador Crespo, n. 1978)
- Adrián Berbia, ex calciatore uruguaiano (Montevideo, n. 1977)
- Adrián Bernabé, calciatore spagnolo (Barcellona, n. 2001)
- Adrián Bone, calciatore ecuadoriano (Esmeraldas, n. 1988)
- Adrián Butzke, calciatore spagnolo (Monachil, n. 1999)

## C(9)
- Adrián Calello, calciatore argentino (Quilmes, n. 1987)
- Ricardo Centurión, calciatore argentino (Avellaneda, n. 1993)
- Adrián Chávez, ex calciatore messicano (Città del Messico, n. 1962)
- Adrián Chovan, calciatore slovacco (Partizánske, n. 1995)
- Ezequiel Cirigliano, calciatore argentino (Caseros, n. 1992)
- Adrián Colombino, calciatore uruguaiano (Montevideo, n. 1993)
- Adrián Colunga, ex calciatore spagnolo (Oviedo, n. 1984)
- Adrián Cuadra, calciatore cileno (n. 1997)
- Adrián Cubas, calciatore argentino (Aristobulo del Valle, n. 1996)

## D(5)
- Adrián Dalmau, calciatore spagnolo (Palma di Maiorca, n. 1994)
- Adrián Diz, calciatore cubano (L'Avana, n. 1994)
- Adrián Diéguez, calciatore spagnolo (Madrid, n. 1996)
- Adrián de Lemos, calciatore costaricano (Goicoechea, n. 1982)
- Adrián de la Fuente, calciatore spagnolo (El Escorial, n. 1999)

## E(2)
- Adrián Embarba, calciatore spagnolo (Madrid, n. 1992)
- Adrián Escudero, calciatore spagnolo (Madrid, n. 1927 - Madrid, † 2011)

## F(2)
- Adrián Fernández, ex calciatore argentino (Partido di General San Martín, n. 1980)
- Adrián Fuentes González, calciatore spagnolo (Madrid, n. 1996)

## G(3)
- Adrián García Arias, ex calciatore messicano (Città del Messico, n. 1975)
- Adrià Guerrero, calciatore spagnolo (Blanes, n. 1998)
- Adrián Gunino, ex calciatore uruguaiano (Montevideo, n. 1989)

## H(1)
- Adrián José Hernández Acosta, ex calciatore spagnolo (Mogán, n. 1983)

## J(1)
- Adrián Jusino, calciatore boliviano (Springfield, n. 1992)

## K(2)
- Adrián Kaprálik, calciatore slovacco (Trstená, n. 2002)
- Adrián Káčerik, calciatore slovacco (n. 1997)

## L(6)
- Adrián Leites, calciatore uruguaiano (Montevideo, n. 1992)
- Adrián López Rodríguez, ex calciatore spagnolo (La Coruña, n. 1987)
- Adrián Lozano Magallanes, calciatore messicano (Torreón, n. 1999)
- Adrián Lucero, calciatore argentino (Las Heras, n. 1984)
- Adrián Luna, calciatore uruguaiano (Tacuarembó, n. 1992)
- Adrián López Álvarez, ex calciatore spagnolo (Teverga, n. 1988)

## M(6)
- Alonso Martínez, calciatore costaricano (Puntarenas, n. 1998)
- Adrián Nahuel Martínez, calciatore argentino (Buenos Aires, n. 1992)
- Adrián Emmanuel Martínez, calciatore argentino (Campana, n. 1992)
- Adrián Marín, calciatore spagnolo (Torre-Pacheco, n. 1997)
- Adrián Marín Lugo, calciatore messicano (Monterrey, n. 1994)
- Adrián Mora, calciatore messicano (Hidalgo del Parral, n. 1997)

## O(1)
- Adrián Ortolá, calciatore spagnolo (Jávea, n. 1993)

## P(1)
- Adrián Paz, ex calciatore uruguaiano (Montevideo, n. 1968)

## R(4)
- Adrián Riera, calciatore spagnolo (Murcia, n. 1996)
- Adrián Ripa, ex calciatore spagnolo (Épila, n. 1985)
- Adrian Rodrígues, calciatore andorrano (Andorra la Vella, n. 1988)
- Adrián Romero González, ex calciatore uruguaiano (Montevideo, n. 1977)

## S(8)
- Adrián San Miguel del Castillo, calciatore spagnolo (Siviglia, n. 1987)
- Adrián Sardinero, calciatore spagnolo (Leganés, n. 1990)
- Adrián Scifo, calciatore argentino (Monte Caseros, n. 1987)
- Adrián Slávik, calciatore slovacco (Považská Bystrica, n. 1999)
- Adrián Spörle, calciatore argentino (Centenario, n. 1995)
- Adrián Szekeres, ex calciatore ungherese (Budapest, n. 1989)
- Adrián Szőke, calciatore ungherese (Senta, n. 1998)
- Adrián Sánchez, calciatore argentino (Don Torcuato, n. 1999)

## T(1)
- Adrián Torres, calciatore argentino (El Talar, n. 1989)

## U(1)
- Adrián Ugarriza, calciatore peruviano (Lima, n. 1997)